# Françoise Bozon
Françoise Bozon (24 febbraio 1963) è un'ex sciatrice alpina francese.

## Biografia
Sciatrice polivalente originaria di Chamonix, la Bozon ai Mondiali di Schladming 1982 non completò la combinata; in Coppa del Mondo ottenne il primo piazzamento il 13 febbraio dello stesso anno ad Arosa in discesa libera (15ª) e colse il miglior risultato il 15 dicembre sempre del 1982 a San Sicario nella medesima specialità (5ª). L'ultimo piazzamento della sua attività agonistica fu l'11º posto ottenuto nella combinata di Coppa del Mondo disputata a Megève/Saint-Gervais-les-Bains il 28-29 gennaio 1984; non prese parte a rassegne olimpiche.

## Palmarès

### Coppa del Mondo
- Miglior piazzamento in classifica generale: 53ª nel 1983

### Campionati francesi
- 1 medaglia (dati parziali, dalla stagione 1981-1982):
  - 1 oro (combinata[senza fonte] nel 1982)